# Don Bosco (Rom)

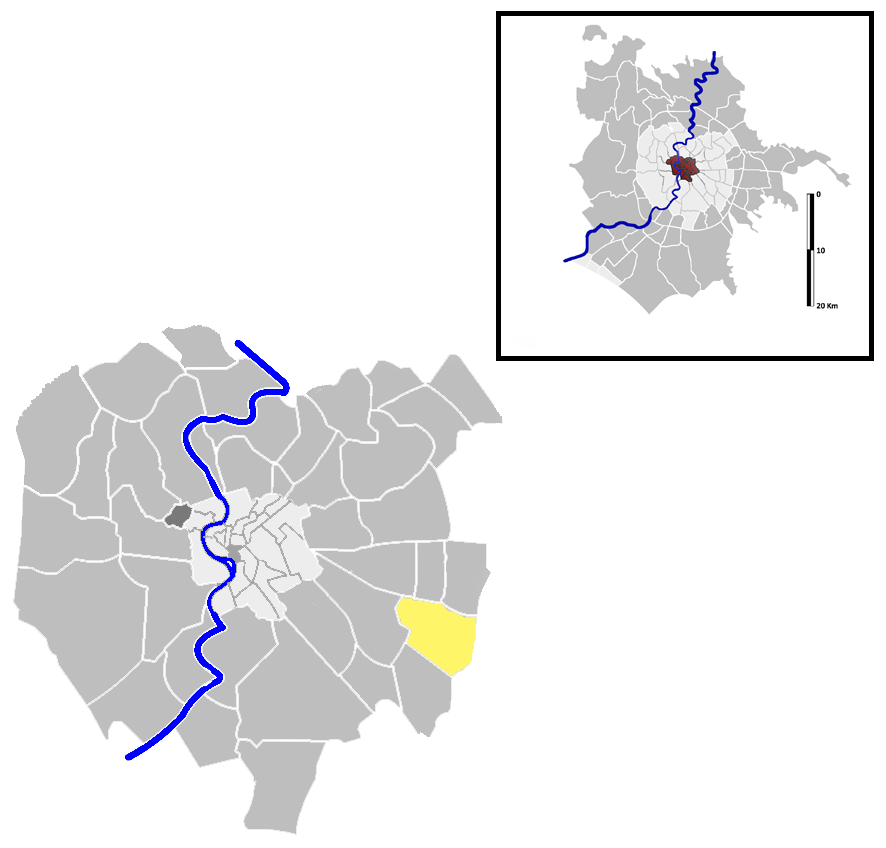
Lage von Don Bosco in Rom

Don Bosco ist ein Quartier im Südosten der italienischen Hauptstadt Rom. Es liegt an der Via Tuscolana. Der Name leitet sich von der Basilica di San Giovanni Bosco ab, die ihren Namen wiederum von Johannes Bosco, dem Jugendseelsorger von Turin, hat. Das Quartier wird als Q.XXIV bezeichnet und ist Teil von Municipio VII, VIII und X. Es zählt 59.491 Einwohner und hat eine Fläche von 5,8370 km².
Es bildet die mit dem Code 10.a bezeichnete zone urbanistiche, mit 52.600 Einwohnern im Jahr 2010 und einer Fläche von 2,38 km².

## Geschichte
In der Verwaltung wurde das Viertel als Suburbio V geführt. In den 1930er Jahren begann die Urbanisierung rund um das 1936 gegründete Cinecittà. Dabei wurde nach Plänen von Gaetano Rapisardi vorgegangen, der für einen durch den Faschismus geprägten Architekturstil sorgte und später auch San Giovanni Bosco entwarf. Durch den Zweiten Weltkrieg verstärkt sich die Verstädterung. Der Film Mamma Roma von Pier Paolo Pasolini handelt über die Expansion des Stadtteils in den späten 1950er Jahren. Im Jahre 1961 wurden aus dem Suburbio V die Quartiere XXIV Don Bosco und XXV Appio Claudio.

## Besondere Orte
- Ein Teil des Quartiers Don Bosco und Appio Claudio ist die Cinecittà, zu deutsch Filmstadt, in der Dekorationen und Studio von verschiedenen Filmen zu sehen sind.
- Basilica di San Giovanni Bosco, erbaut 1957 und dem Heiligem Don Bosco geweiht.
- San Gabriele dell’Addolorata
- San Stanislao
- Santa Maria Regina Mundi
- Santa Maria Domenica Mazzarello
- San Bonaventura da Bagnoregio
- Forte Casilino wurde zwischen 1881 und 1882 gebaut und ist immer noch in militärischer Verwendung